# Allan Rex Sandage
Allan Rex Sandage (18. června 1926 – 13. listopadu 2010) byl americký astronom z Carnegieho observatoře, součásti Carnegie Institution for Science v Pasadeně v Kalifornii. Jako první určil rozumně přesné hodnoty Hubbleovy konstanty a věku vesmíru. Objevil rovněž první kvasar.

## Kariéra
Narodil se v Iowa City. V roce 1948 dokončil studium na Univerzitě Illinois v Urbana Champaign, poté přešel na Kalifornský technologický institut, kde získal roku 1953 doktorát. Jeho poradcem byl astronom německého původu Walter Baade. Jako postgraduální pracovník působil Sandage u Edwina Hubbla, po jehož smrti v roce 1953 pokračoval v jeho výzkumu. V roce 1952 Baade oznámil významný objev dvou populací proměnných hvězd cefeid v galaxii v Andromedě, čímž se odhadované stáří vesmíru zvedlo z 1,8 na 3,6 miliardy let. Hubble, který určil hodnotu 1,8 miliard let uvažoval jako standardní svíčky jen slabší populace generace II. Sandage poté ukázal, že předchozí předpoklad astronomů o přibližně stejné přirozené intenzitě nejjasnějších hvězd v galaxii byl chybný, což vedlo k další úpravě odhadu stáří vesmíru na 5,5 miliardy let. V následujících desítkách let byl Sandage považován za předního pozorovacího kosmologa, který přispěl k poznání všech stupňů kosmologické vzdálenosti, od naší vlastní Galaxie Mléčné dráhy až po kosmologicky vzdálené galaxie.
Sandage začal pracovat na observatoři Palomar. V roce 1958 publikoval první dobrý odhad hodnoty Hubbleovy konstanty 75 km/s/Mpc, která se blíží hodnotě přijímané na počátku 21. století, tedy asi 67 km/s/Mpc. Později obhajoval ještě nižší hodnoty konstanty, kolem 50 km/s/Mpc, což odpovídá věku vesmíru 20 miliard let.
Prováděl fotometrická měření kulových hvězdokup a určil jejich věk na 25 miliard let, což ho vedlo k domněnce, že vesmír se periodicky rozpíná a smršťuje s periodou 80 miliard let. Současné kosmologické modely naopak počítají se stářím vesmíru kolem 14 miliard let. Studoval rovněž vznik galaxií v raném vesmíru, v rámci této práce napsal článek označovaný jako ELS, který s ním sepsali Ollin J. Eggen a Donald Lynden Bell. Tento článek popisuje kolaps protogalaktického oblaku plynu do naší Galaxie.
V roce 1961 v dalším článku navrhl, že pozorovací kosmologie by se měla soustředit především na hledání hodnoty Hubbleovy konstanty H0 a deceleračního parametru q0. Tento článek ovlivnil kosmologii na několik následujících desetiletí. Vydal také dva atlasy galaxií, v roce 1961 a 1981 založené na Hubbleově klasifikaci galaxií.
V roce 1962 studoval možnost přímého měření časových variací rudého posuvu extragalaktických zdrojů. Tato analýza je známá jako Sanageův-Loebův test.
Objevil výtrysky z jádra galaxie Messier 82 způsobené masivními výbuchy v jádře trvajícími kolem 1,5 milionu let.
Sandage publikoval přes 500 vědeckých prací, až do své smrti byl aktivní v Carnegie observatoři a publikoval několik článků ročně. Zemřel v roce 2010 na rakovinu slinivky.

## Osobní život
V roce 1959 si vzal Mary Connelley s níž měl dva syny. V průběhu života se stal křesťanem a napsal několik esejí na téma náboženství a vědy.

## Ocenění
V roce 1963 získal Eddingtonovu medaili, o čtyři roky později Gold Medal of the Royal Astronomical Society. Jmenuje se po něm asteroid 9963 v hlavním pásu.